# The Ultimate Sin
The Ultimate Sin je čtvrté sólové studiové album britského zpěváka Ozzyho Osbournea. Poprvé bylo vydáno v únoru 1986 pod hlavičkou vydavatelství Epic Records. Album produkoval Ron Nevison. V žebříčku Billboard 200 se album umístilo na šesté příčce.

## Seznam skladeb
| Pořadí         | Název                  | Autor                                   | Délka |
| -------------- | ---------------------- | --------------------------------------- | ----- |
| 1.             | The Ultimate Sin       | Ozzy Osbourne, Jake E. Lee, Bob Daisley | 3:45  |
| 2.             | Secret Loser           | Osbourne, Lee, Daisley                  | 4:08  |
| 3.             | Never Know Why         | Osbourne, Lee, Daisley                  | 4:27  |
| 4.             | Thank God for the Bomb | Osbourne, Lee, Daisley                  | 3:53  |
| 5.             | Never                  | Osbourne, Lee, Daisley                  | 4:17  |
| 6.             | Lightning Strikes      | Osbourne, Lee, Daisley                  | 5:16  |
| 7.             | Killer of Giants       | Osbourne, Lee, Daisley                  | 5:41  |
| 8.             | Fool Like You          | Osbourne, Lee, Daisley                  | 5:18  |
| 9.             | Shot in the Dark       | Osbourne, Phil Soussan                  | 4:16  |
| Celková délka: | Celková délka:         | Celková délka:                          | 41:01 |

## Obsazení
- Ozzy Osbourne – zpěv
- Jake E. Lee – kytara
- Phil Soussan – baskytara
- Randy Castillo – bicí
- Mike Moran – klávesy